# Nettuno
Nettuno là một đô thị trong tỉnh Roma, vùng Lazio, Ý. Đô thị này có diện tích 71,46 km2, dân số thời điểm năm 2009 là người. Nettuno có các đơn vị dân cư: Cadolino, Canala, Cioccati, Padiglione, Piscina Cardillo, Pocacqua, Sandalo Di Levante, Tre Cancelli, Zucchetti.
Nettuno có cự ly 60 km về phía nam của Rome. Nó được đặt tên trong danh dự của Hải vương tinh thần La Mã. Một trung tâm nghỉ mát thành phố và nông nghiệp trên biển Tyrrhenian, biển Địa Trung Hải, nó có dân số khoảng 46.000.
Nó có một bến cảng du lịch lưu trữ khoảng 860 tàu thuyền và một trung tâm mua sắm, bán tất cả mọi thứ cho câu cá và chèo thuyền. Ngoài ra còn có một câu lạc bộ du thuyền mở rộng.